# Peter-Pauls-Kirche (Beierfeld)

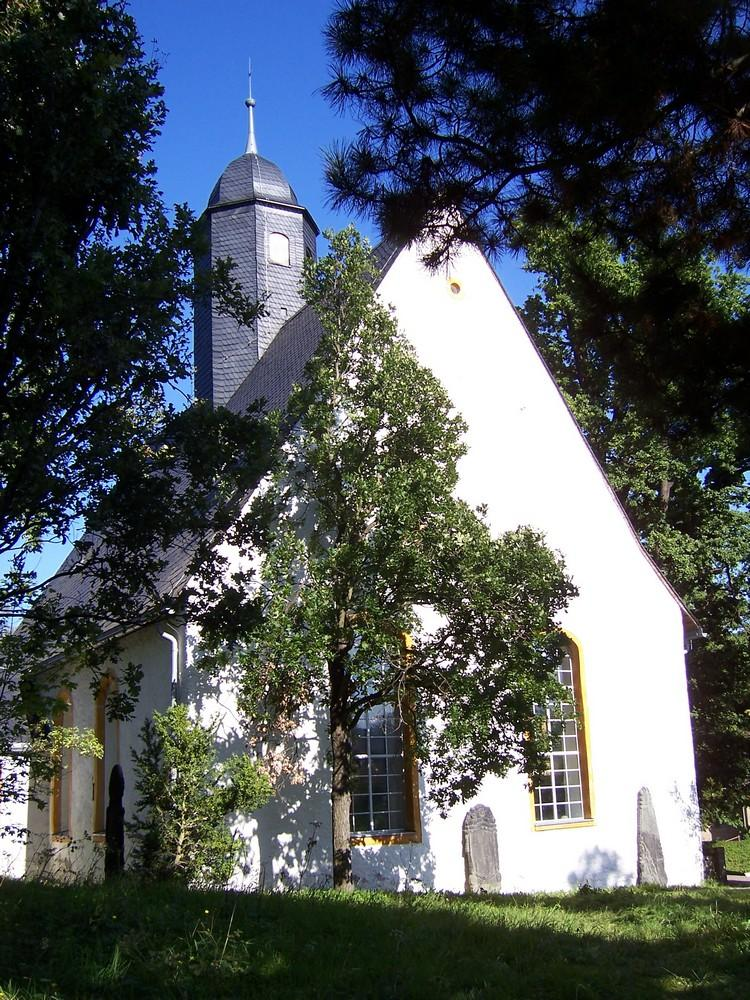
Peter-Pauls-Kirche

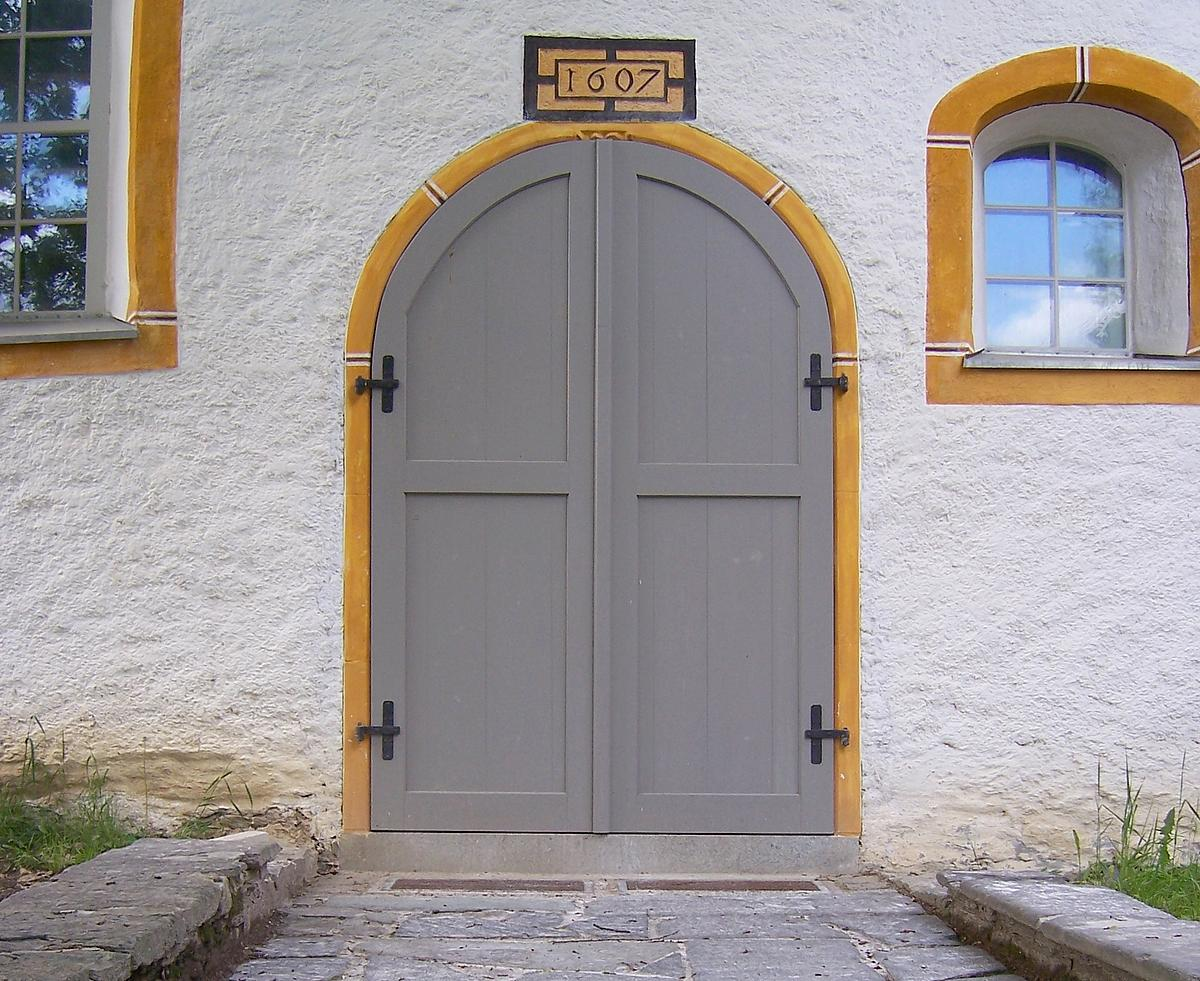
Südliches Hauptportal

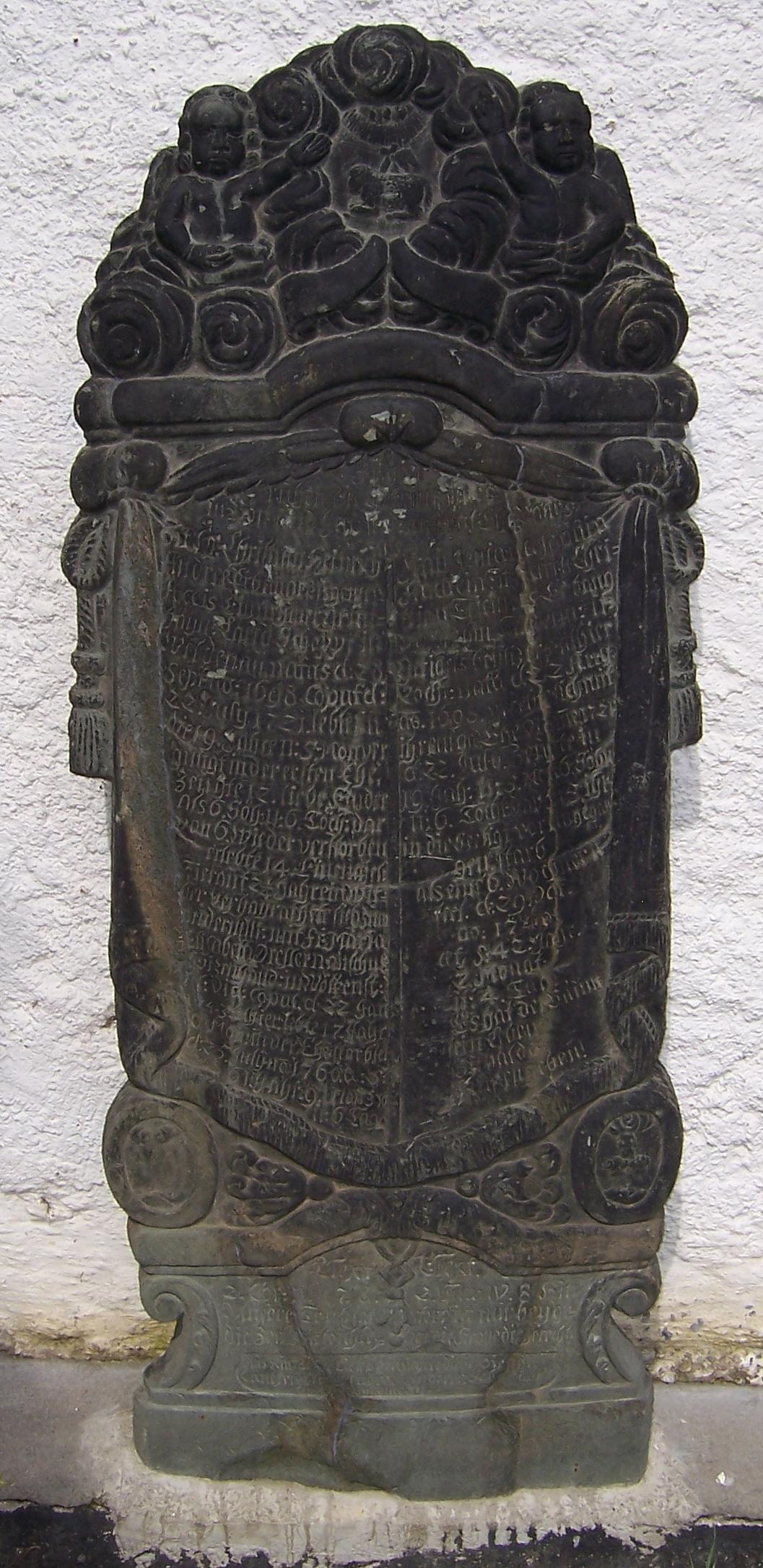
Alter Grabstein im Außenbereich

Die Peter-Pauls-Kirche in Beierfeld ist eine kleine Saalkirche im sächsischen Erzgebirge. Aufgrund eines Erbbauvertrags von 2000 nutzt der zugehörige Förderverein das Gotteshaus für Konzerte und Ausstellungen.

## Baugeschichte
Bereits vor der Gründung des nahe gelegenen Klosters Grünhain in der ersten Hälfte des 13. Jahrhunderts entstand die Kirche im spätromanischen Stil. Sie wurde 1301 erstmals urkundlich erwähnt und zählt zu den ältesten Kirchengebäuden des Erzgebirges.
Beim Umbau 1607 wurde die Kirche wesentlich nach Norden erweitert und erhielt seine heutige Gestalt mit steilem Satteldach und oktogonalen schieferverkleideten Dachreiter mit geschweifter Haube. Der Türstock des Südeingangs ist mit 1607 bezeichnet. Am 17. Oktober 1608 wurde sie neu geweiht.
Beim Umbau wurde 1768 an der äußeren Südseite ein zweigeschossiger Chor für die Besitzer des Rittergutes Sachsenfeld angebaut, die das Patronatsrecht über die Kirche innehatten und unter der Sakristei im Erdgeschoss des Anbaus ein tonnengewölbtes Erbbegräbnis besaßen. Mit dem Einbau der Nordempore wurden weitere Sitzplätze für die wachsende Zahl der Dorfbewohner geschaffen.
Nach dem Neubau der wesentlich größeren Christuskirche in Beierfeld 1897/98 wurde die Peter-Pauls-Kirche ab 1908 als Begräbniskirche genutzt und erhielt, zwischenzeitlich unter das Patronat der Stadt Schwarzenberg gelangt, 1921 ihren alten Namen Peter-Pauls-Kirche zurück. Seit den 1930er Jahren verfiel das Gebäude immer stärker und wurde ab 1975 nicht mehr genutzt.

## Jüngere Geschichte
1994 wurde der Kulturhistorische Förderverein Beierfeld e. V. vor allem für die Erhaltung und Nutzung der Peter-Pauls-Kirche gegründet. Im Dezember 2000 ging das Gebäude zum Zweck einer gemeinsam verantworteten Zusammenarbeit von der Kirchgemeinde in den Besitz der politischen Gemeinde Beierfeld (heute Grünhain-Beierfeld) über: Pfarrer Andreas Richter und Bürgermeister Joachim Rudler unterzeichneten einen Erbbaurechtsvertrag mit einer Laufzeit von 100 Jahren. Damit gibt es ein langfristiges Fundament der Zusammenarbeit an diesem Gotteshaus zwischen der Kirchgemeinde und der Kommune.

## Innenraum
Der Innenraum ist als Einstützensaal mit einer flachen Felderdecke gestaltet und hat umlaufende Emporen mit mehreren Betstübchen. Die Patronatsloge wurde 1984/85 abgebrochen. Die Brüstungsfelder der Ostempore von 1608 sind mit Darstellungen des Alten Testaments, die der Nordempore mit Darstellungen des Neuen Testaments bemalt.
Der schlichte Renaissance-Beichtstuhl ist mit geschnitzten Gittern versehen. Der Kanzelaltar wurde 1768 aus dem Renaissance-Retabel von 1608 umgebaut. Die Predella ist mit einem Abendmahlsgemälde versehen. Der schlichte polygonale Kanzelkorb ersetzte ein Kreuzigungsgemälde von 1608. Die klassizistische Holztaufe wurde 1830 gefertigt, das lebensgroße Holzkruzifix am Mittelpfeiler ist spätgotischen Ursprungs.
Vor dem Altar befinden sich eine Marmorgrabplatte für Ottilia Schleher († 1609), zwei Bronzegrabplatten für den Hammerherrn Nikolaus Klinger († 1610) und dessen Ehefrau Anna († 1608) und drei Eisengrabplatten für Klingers Schwiegersohn und Nachfolger als Herr von Sachsenfeld Hans Rüdiger († 1630), dessen Tochter († um 1630) und dessen Mutter († 1613). Im Innenraum und an der Außenmauer befestigt befinden sich weitere barocke Epitaphe und Grabdenkmale aus Holz bzw. Schiefer und Sandstein.
Der östliche Teil der Nordempore wurde 1726 zur Orgelempore umgebaut und 1768 erweitert.

## Donati-Orgel
Die Orgel von Johannes Jacobus Donati dem Älteren wurde 1728 erbaut. Sie ist eine der letzten von ihm erschaffenen Orgeln und zählt zu den wichtigsten und ältesten erhaltenen Orgeln im Erzgebirge und in Sachsen. Der barocke Prospekt wurde 1736 von Johann Heinrich Hochmuth farbig gefasst (2016 restauriert). Die Orgel hatte ein barockes Gehäuse in Weiß mit Gold und Blau verziert. Um sie unterzubringen, wurde damals ein Stück aus der Decke ausgespart.
Infolge der Einweihung der Christuskirche in Beierfeld 1898 wurde die Peter-Pauls-Kirche kaum noch genutzt, Kirche und Orgel verfielen mehr und mehr. Seit 2006 wurden Spenden für die Sanierung des stark verfallenen Instrumentes gesammelt. Die Rekonstruktion der Orgel verantwortete ab 2011 das Unternehmen Vogtländischer Orgelbau Thomas Wolf. Die neuerliche Orgelweihe war am 11. September 2015.
Die Orgel mit Manual, Pedal und 12 Registern hat folgende Disposition:
| I Manual CD–c3 |                 |            |                          |
| 1.             | Gedackt         | 8′         | Holz, gedeckt            |
| 2.             | Quintatön       | 8′         | gedeckt, Zinn            |
| 3.             | Kleingedackt    | 4′         | gedeckt, Zinn            |
| 4.             | Principal       | 4′         | im Prospekt              |
| 5.             | Spitzflöte      | 4′         | offen, konisch, Zinn     |
| 6.             | Quinta          | 3′         | offen, zylindrisch, Zinn |
| 7.             | Octava          | 2′         | offen, zylindrisch, Zinn |
| 8.             | Sesquialtera II | 1 ⁄3′+4⁄5′ |                          |
| 9.             | Mixtur IV       | 1′         | c, e, g, c               |

| Pedal CD–c1 |             |     |                                                     |
| 10.         | Subbaß      | 16′ | Holz gedeckt                                        |
| 11.         | Octavenbaß  | 8′  | Holz offen                                          |
| 12.         | Posaunenbaß | 16′ | Kehlen: Blei, Zungen/Krücken: Messing, Becher: Holz |

Alle Metallpfeifen haben eine Legierung von 2⁄3 Zinn und 1⁄3 Blei. Bis auf Gedackt 8′, Subbass 16′ und Octavenbaß 8′ wurden alle Register rekonstruiert. Das Gedackt 8′ stammt aus der Vorgängerorgel eines unbekannten Meisters von 1648.
- Stimmton: 466,2 Hz bei 15 °C
- Winddruck: 65 mmWs[5]